# Софи Алдред
Софи Алдред (енгл. Sophie Aldred; Гринич, 20. август 1962) је британска глумица. Алдредова је најпознатија по улози Ејс у научно-фантастичној серији Доктор Ху.